# Зарубіжна література (газета)
«Зарубіжна література» — всеукраїнське фахове видання для вчителів та викладачів зарубіжної літератури українською мовою видавництва «Шкільний світ».   Перше число газети вийшло 1 вересня 1996 року. Виходить за підтримки МОН України та НАПН України. Професійний майданчик для вчителів зарубіжної літератури. На шпальтах газети вийшло більше 6000 статей. Видання відіграє велику роль у розвитку напрямку зарубіжна література в Україні.
Газета «Зарубіжна література» вміщує матеріали, необхідні для викладання навчального предмета зарубіжна література: розробки уроків, позакласні заходи, наукові та педагогічні статті, дослідження, обмін досвідом, опис технологій, переклади, методики, дискусійні статті, інтерв'ю, програми, документи, що регламентують викладання предмету у школі, конкурси, тощо.

## Історія
На час підготовки до виходу першого числа   газети «Зарубіжна література» незалежність України налічувала кілька років, тож украй бракувало україномовної освітньої літератури, пронизаною любовью до Батьківщини, патріотизмом та українськими цінностями. В школах майже не було україномовних підручників, а викладання здіснювалося переважно російською мовою. Вихід газети «Зарубіжна література» був обумовлений передусім введенням нового предмету "зарубіжна література"до шкільної програми. Вчителі зарубіжної літератури потребували на серйозну методичну підтримку. Тоді ще не було й дипломованих спеціалістів саме з викладання зарубіжної літератури. Переважно її викладали у школі вчителі російської мови та літератури. Першим редактором видання став Мойсеїв Ігор Костьович, другим — Жданова Наталя Володимирівна.
З самого початку авторами газети стали як вчителі, так і науковці.

## Загальна інформація
Видання виходить один раз на місяць, розповсюджується через Каталог передплатних видань Укпошти, формат А 4 , вміщує до 100 сторінок, передплатний індекс 40142. Газета має власну бібліотечку — «Зарубіжна література. Бібліотека».